# Massanutten Lodge
Pour les articles homonymes, voir Massanutten.
Le Massanutten Lodge est une grande cabane américaine dans le comté de Page, en Virginie. Dessinée par Victor Mindeleff dans un style rustique, elle est construite en 1911 au sein du Skyland Resort, dans les montagnes Blue Ridge. Protégée au sein du parc national de Shenandoah depuis sa création en 1935, c'est une propriété contributrice au district historique de Skyline Drive depuis le 5 décembre 2003.